# Paranoid Visions
Paranoid Visions ist eine Punkband aus Dublin, die 1982 gegründet wurde. Die Gruppe hatte sich nach 1992 mehrmals aufgelöst und spielt seit 2005 wieder zusammen. Die achtköpfige Band sieht ihre musikalischen Vorbilder in Punkbands der 1970er Jahre wie den Sex Pistols, The Clash und Crass. Die Gruppe führt ihr eigenes Schallplattenunternehmen F. O. A. D. (Fuck Off And Die).
Die Gruppe erreichte im Februar 2011 mit dem Lied Politician 2011 den sechsten Platz der irischen Singlecharts.
Mit dem Musikstück Outsider Artist, einer Hommage an den britischen Musiker T. V. Smith konnte sie den Erfolg im November 2011 wiederholen.

## Diskografie
- 1987: Shizophrenia
- 1988: City of Screams
- 1995: After the Faction
- 2005: Outside In – The Vinyl Years 1986-1989 (Kompilation)
- 2006: Missing in Action (EP)
- 2007: 40 Shades of Ganggreen
- 2008: Bollox to Xmas
- 2008: Live in Stab City
- 2008: Treasure from the Wasteland (EP)
- 2009: Beware of the God
- 2010: Black Operations in the Red Mist
- 2010: Strobelight and Torture (EP)